# العلاقات الأمريكية الموريتانية
العلاقات الأمريكية الموريتانية هي العلاقات الثنائية التي تجمع بين الولايات المتحدة وموريتانيا.

## مقارنة بين البلدين
هذه مقارنة عامة ومرجعية للدولتين:
| وجه المقارنة                                              | الولايات المتحدة                                                                                                  | موريتانيا                 |
| --------------------------------------------------------- | --- | ------------------------- |
| المساحة (كم2)                                             | 9.83 مليون | 1.03 مليون                |
| عدد السكان (نسمة)                                         | 311.58 مليون | 4.42 مليون                |
| الكثافة السكانية (ن./كم²)                                 | 31.7 | 4.29                      |
| العاصمة                                                   | واشنطن العاصمة | نواكشوط                   |
| اللغة الرسمية                                             | لغة إنجليزية | اللغة العربية، لغة فرنسية |
| العملة                                                    | دولار أمريكي | أوقية موريتانية، أوقية ‏   |
| الناتج المحلي الإجمالي (بليون دولار)                      | 19.39 تريليون | 5.02 مليار                |
| الناتج المحلي الإجمالي (تعادل القوة الشرائية) بليون دولار | 18.04 تريليون |                           |
| الناتج المحلي الإجمالي الاسمي للفرد دولار أمريكي          | 56.12 ألف |                           |
| الناتج المحلي الإجمالي للفرد دولار أمريكي                 | 54.63 ألف | 3.91 ألف                  |
| مؤشر التنمية البشرية                                      | 0.920 | 0.506                     |
| رمز المكالمات الدولي                                      | +1 | +222                      |
| رمز الإنترنت                                              | .us، حكومة، .mil، Edu.                                                                                            | .mr                       |
| المنطقة الزمنية                                           | توقيت ساموا الأمريكية، توقيت أطلنطي موحد، منطقة زمنية وسطى، توقيت ألاسكا ‏، المنطقة الزمنية الجبلية، توقيت تشامرو ‏ | 00                        |

## مدن متوأمة
في ما يلي قائمة باتفاقيات التوأمة بين مدن أمريكية وموريتانية:
- ترتبط توسان مع نواكشوط باتفاقية توأمة.

## منظمات دولية مشتركة
يشترك البلدان في عضوية مجموعة من المنظمات الدولية، منها:
| علم المنظمة | اسم المنظمة                               | تاريخ انضمام الولايات المتحدة | تاريخ انضمام موريتانيا |
| ----------- | ----------------------------------------- | ----------------------------- | ---------------------- |
|             | منظمة حظر الأسلحة الكيميائية              | ?                             | ?                      |
|             | الاتحاد الدولي للاتصالات                  | 1 يوليو 1908                  | 18 أبريل 1962          |
|             | منظمة الشرطة الجنائية الدولية             | ?                             | ?                      |
|             | البنك الإفريقي للتنمية                    | ?                             | ?                      |
|             | المركز الدولي لتسوية المنازعات الاستشارية | 14 أكتوبر 1966                | 14 أكتوبر 1966         |
|             | وكالة ضمان الاستثمار متعدد الأطراف        | 12 أبريل 1988                 | 8 سبتمبر 1992          |
|             | منظمة التجارة العالمية                    | ?                             | 31 مايو 1995           |
|             | يونسكو                                    | 4 نوفمبر 1946                 | 10 يناير 1962          |
|             | مؤسسة التنمية الدولية                     | 24 سبتمبر 1960                | 10 سبتمبر 1963         |
|             | الأمم المتحدة                             | 24 أكتوبر 1945                | 27 أكتوبر 1961         |
|             | الاتحاد البريدي العالمي                   | ?                             | ?                      |
|             | البنك الدولي للإنشاء والتعمير             | 27 ديسمبر 1945                | 10 سبتمبر 1963         |
|             | مؤسسة التمويل الدولية                     | 20 يوليو 1956                 | 29 ديسمبر 1967         |

## أعلام
هذه قائمة لبعض الشخصيات التي تربطها علاقات بالبلدين:
- أحمد بابا مسكه (دبلوماسي موريتاني، 18 مايو 1935 – 14 مارس 2016)
- أحمدو ولد عبد الله (دبلوماسي موريتاني، 21 نوفمبر 1940 – )
- كونتا كينتي (1750 – 1810)
- ناصر ودادي

## وصلات خارجية
- موقع وزارة الخارجية الأمريكية